# 中沢静雄
中沢 静雄（なかざわ しずお、1885年11月11日 - 1927年3月29日）は、日本の小説家、文芸評論家、エッセイスト、児童文学者。自然主義文学者として鳴らした。群馬県倉賀野町（現・高崎市）生まれ。

## 経歴
- 1913年、自然主義文学の大家・田山花袋に憧憬の思いを抱き、上京。岩野泡鳴に弟子入りする。
- 1919年、「二人の厄介者」で新進作家としての地位を確立した。
- 1922年、「一日の糧」を発表。
- やがて大衆文学に傾き、新聞小説や児童文学の分野で顕著な業績を残す。
- 1927年、死去。